# Łowcy kości
Łowcy kości (ang. The Bonehunters) – szósty z dziesięciu tomów epickiej serii fantasy Malazańskiej Księgi Poległych kanadyjskiego pisarza Stevena Eriksona.
Powieść opublikowano po raz pierwszy w dniu 1 marca 2006 roku w Wielkiej Brytanii. W Polsce pojawiła się również w roku 2006 wydana nakładem wydawnictwa MAG w tłumaczeniu Michała Jakuszewskiego. Ze względu na znaczny rozmiar w polskim wydaniu została podzielona na dwie części:
- Łowcy kości: Pościg
- Łowcy kości: Powrót